# Куршум хан
Куршум хан е хан в Пловдив. Построен е след 1370 г. по време на управлението на бейлербея Шахбедин паша.
Площта на хана е 3630 m2 с правоъгълен двор, заобиколен с четири двуетажни крила. На първия етаж са разположени търговски складове, а вторият се използва за нощуване. На двора има множество заслони за добитъка и голяма чешма с много чучури и корита. На нея могат да се поят до 50 коня едновременно. От западната и южната страна са пристроени малки дюкяни. Стените на хана са с дебелина 2 m. те са изградени от камъни и тухли, а покривът се състои от множество куполи, обшити с дебели оловни листове. В двора се достига през ъглов вход с еркер и дъбова врата. Одаите в хана не разполагат с одъри. За това пътниците са длъжни да си носят постелки и завивки.
Куршум хан започва да запада през XVII в., тъй като се откриват частни странноприемници в Пловдив. В него се настаняват предимно бедни пътници. Временно ханът е превърнат в казарма. През XIX в. се използва предимно за търговски цели. В него се помещава и новооткритият клон на Банк Отоман в града. В края на XIX в. пловдивският търговец хаджи Гьока Павлов построява още една чешма в западния край на двора. На нея е изписано: „За спомен на българский любим и незабравим син Алеко Константинов, убит на 11 май 1897 година“.
Част от сградата е съборена през 1923 г. Северозападната ѝ част и главният вход се рушат в следващите десетина години. Общинската управа продава останките за строителен материал, а с тях и оловният покрив. Входната врата е вградена в оградния зид на Етнографския музей. На неговото място са построени градските хали.